# Wilhelm Behre
Wilhelm Behre (* 1. Februar 1923 in Lehrte; † 3. Dezember 2007 ebenda) war ein deutscher Heimatforscher.
Wilhelm Behre war 26 Jahre lang Kirchenvorsteher der evangelisch-lutherischen Matthäus-Gemeinde. Er veröffentlichte sechs Bücher über die Stadtgeschichte. Diese enthalten viele historische Bilder der Stadt. Für seine Arbeit als Heimatforscher für die Stadt Lehrte wurde ihm am 17. Mai 2002 die Verdienstmedaille des Bundesverdienstkreuzes verliehen.

## Publikationen
- Kennst du sie noch, die von Lehrte (1983)
- Lehrte in alten Ansichten (1988)
- Lehrte in alten Ansichten, Band 2 (1993)
- Lehrte damals und heute (1995)
- Zuhause in Lehrte (2003)
- Das Beste von Lehrte (2004)